# Wiktor Alexandrow
Wiktor Borissowitsch Alexandrow (russisch Виктор Борисович Александров; * 28. Dezember 1985 in Ust-Kamenogorsk, Kasachische SSR) ist ein ehemaliger kasachischer Eishockeyspieler, der zuletzt bei Admiral Wladiwostok in der Kontinentalen Hockey-Liga unter Vertrag stand. Sein Vater Boris Alexandrow war ebenfalls Eishockeyspieler. Seit 2021 ist er Assistenztrainer bei Admiral Wladiwostok.

## Karriere
Wiktor Alexandrow begann seine Karriere als Eishockeyspieler im Nachwuchsbereich von Torpedo Ust-Kamenogorsk, für das er bis 2002 in der Wysschaja Liga, der zweiten russischen Spielklasse, aktiv war. Dabei gewann er in der Saison 2000/01 mit Torpedo die kasachische Meisterschaft, nachdem er im Vorjahr mit dessen zweiter Mannschaft in der drittklassigen Perwaja Liga angetreten war. Die Saison 2002/03 begann der Angreifer bei Lokomotive Jaroslawl aus der russischen Superliga sowie Energija Kemerowo aus der Wysschaja Liga, ehe er im Laufe der Spielzeit zu Metallurg Nowokusnezk aus der Superliga wechselte. Nach zweieinhalb Jahren verließ der Linksschütze Metallurg wieder und spielte ebenso lange für dessen Ligarivalen SKA Sankt Petersburg. Die Saison 2006/07 beendete er daraufhin beim HK MWD Balaschicha, für den er in insgesamt 22 Spielen zwei Tore erzielte und acht Vorlagen gab.
Nach einer Spielzeit bei seinem Ex-Club Metallurg Nowokusnezk unterschrieb Alexandrow zur Saison 2008/09 beim HK Awangard Omsk aus der Kontinentalen Hockey-Liga. Die Saison 2009/10 verbrachte er bei dessen Ligarivalen Torpedo Nischni Nowgorod. Die folgende Spielzeit begann er beim KHL-Teilnehmer HK Traktor Tscheljabinsk, für dessen Farmteam HK Metschel Tscheljabinsk er zudem zwei Spiele in der neuen zweiten russischen Spielklasse, der Wysschaja Hockey-Liga, bestritt. Die Spielzeit selbst beendete er allerdings in Kasachstan bei Barys Astana aus der KHL. Innerhalb der Liga wechselte er zur Saison 2011/12 zu Amur Chabarowsk. Für die Mannschaft erzielte er in 15 Spielen je drei Tore und drei Vorlagen, ehe sein Vertrag im November 2011 aufgelöst wurde. Ab Januar 2012 war er beim HK Sibir Nowosibirsk aktiv, ehe er im Juli des gleichen Jahres zu Barys Astana zurückkehrte.
Im November 2013 wurde sein Vertrag bei Barys aufgelöst, anschließend war er Alexandrow vereinslos. Ab Juli 2015 absolvierte er ein Probetraining bei Admiral Wladiwostok und erhielt im August 2015 einen Vertrag.
Bei Admiral spielte er bis März 2018, ehe sein Vertrag (und die Verträge weiterer fünf Spieler) durch die KHL aufgrund ausbleibender Gehaltszahlungen annulliert wurde. Anschließend beendete er seine Karriere.
Seit 2021 ist er Assistenztrainer bei Admiral Wladiwostok.

### International
Für Kasachstan nahm Alexandrow an den U18-Junioren-B-Weltmeisterschaften 2001 und 2002, der U20-Junioren-B-Weltmeisterschaft 2002 sowie U20-Junioren-Weltmeisterschaft 2001 teil. Des Weiteren stand er im Aufgebot Kasachstans bei den B-Weltmeisterschaften 2001 und 2002. Nach elf Jahren Pause ging er bei der Division I der WM 2013 wieder für die kasachische Nationalmannschaft an den Start. Trotz einer 1:2-Niederlage gegen Ungarn gewannen den Kasachen, die die übrigen vier Spiele gewinnen konnten, den Wettbewerb und stiegen in die Top-Gruppe der WM auf.

## Erfolge und Auszeichnungen
- 2013 Aufstieg in die Top-Division bei der Weltmeisterschaft der Division I, Gruppe A

## KHL-Statistik
(Stand: Ende der Saison 2012/13)